# Jurij Medveděv
Jurij Medveděv (in kazako Юрий Медведев?; Badamša, 18 giugno 1996) è un calciatore ceco, difensore dello Slovan Bratislava.

## Biografia
Medveděv è nato a Badamša, in Kazakistan. All'età di 3 anni si trasferì con la sua famiglia in Repubblica Ceca.

## Carriera

### Club
Medveděv ha esordito come professionista con il Senica nella partita contro l'AS Trenčín del 23 luglio 2017.

### Nazionale
Ha giocato nelle nazionali giovanili ceche Under-18 ed Under-19.

## Palmarès

### Club

#### Competizioni nazionali
- Campionato slovacco: 6

Slovan Bratislava: 2018-2019, 2019-2020, 2020-2021, 2021-2022, 2022-2023, 2024-2025
- Coppa di Slovacchia: 2

Slovan Bratislava: 2019-2020, 2020-2021